# حلزون تیزک‌دار
حلزون تیزک‌دار (نام علمی: Busycon carica) نام یک گونه از رده شکم‌پایان است.